# Austrochaperina gracilipes
Austrochaperina gracilipes es una especie de anfibios de la familia Microhylidae.

## Distribución geográfica
Se encuentra en el sur de la provincia Occidental (Papúa Nueva Guinea) y en la península del Cabo York (Australia).